# Dawson, Iowa
Dawson är en ort i Dallas County i Iowa. Vid 2010 års folkräkning hade Dawson 131 invånare.